# Mastigophora sepikiana
Mastigophora sepikiana là một loài Rêu trong họ Mastigophoraceae. Loài này được Piippo mô tả khoa học đầu tiên năm 1986.